# Közkút
A közkút olyan berendezés, amely közterületen kihelyezve ivásra, tisztálkodásra − általánosságban víz nyerésére − szolgál. Vízvezeték vagy forrás táplálja.

## Története
A közkutak igen fontosak és elterjedtek voltak a lakott településeken, már a történelmi időkben is, mielőtt a vizet minden lakásba bevezették volna, miközben mára eltűnőben vannak a közösségi mosodákkal együtt, amelyek a kelengye mosására alkalmas kádakkal voltak felszerelve.

## Díszkutak
A közkutakat azon túl, hogy az éltető vizet biztosították, építészeti, városszépészeti, művészeti elemként, szobrokkal díszítve használták. Manapság ezek az építmények szökőkútként lényegében csak díszei a közterületeknek, a víznyerésre használatos közkutak lényegesen egyszerűbbek.

## Műalkotásként
A közkutakat díszítőelemként a hellenizmus korában kezdték el alkalmazni és a legjelentősebb görög műalkotások közé emelkedtek. Az antik Rómában tovább fejlődött ez a gyakorlat és a nimfákról nevezték el őket. A középkorban a jelentőségük egyre csökkent, feladatukat az ásott kutak vették át. A reneszánszban, a barokk kor előestéjén visszaszerezték építészeti és díszítő szerepüket.

## Galéria

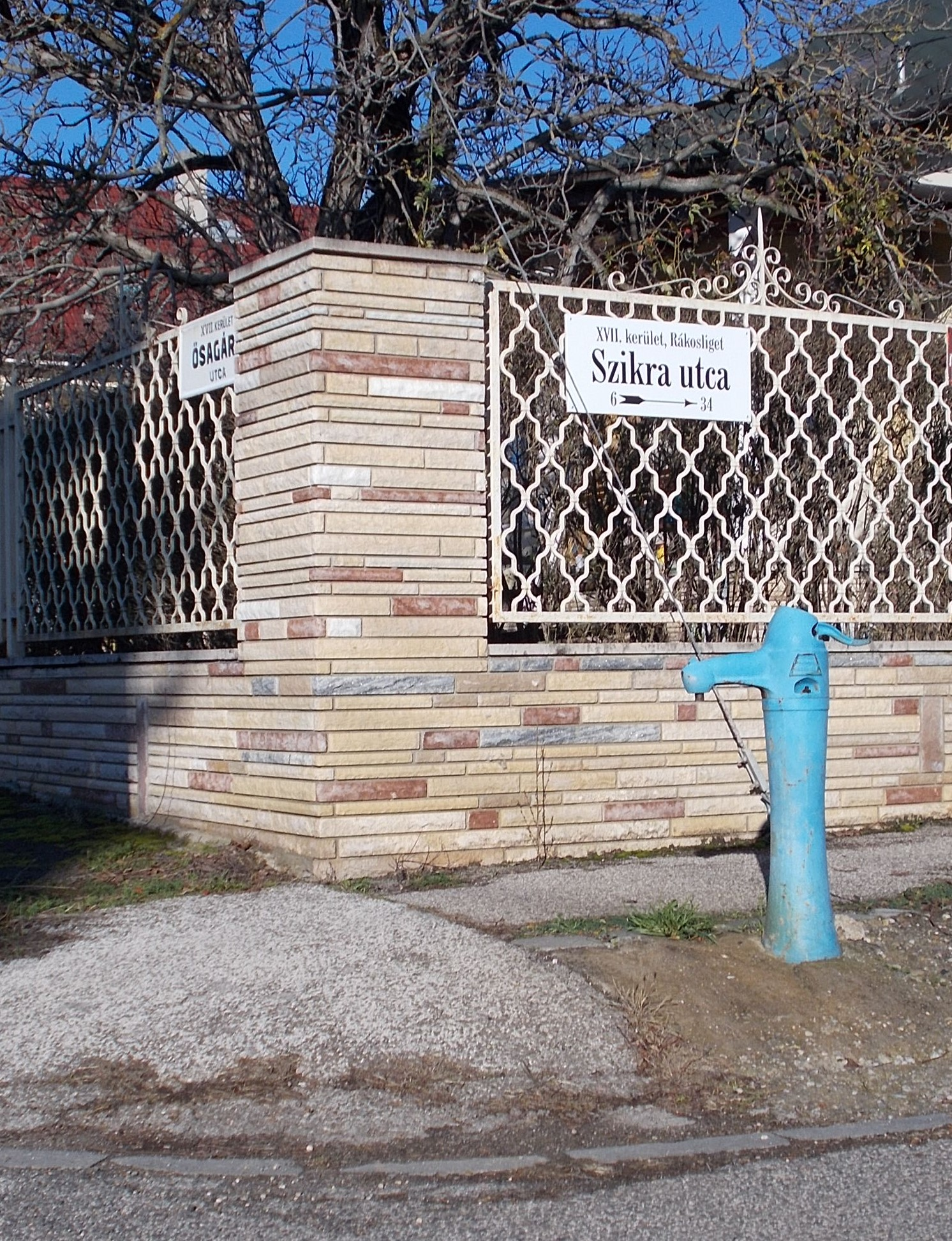
Mára megritkult jellegzetes magyarországi ejektoros közkút Rákoscsabán, Budapest XVII. kerületében, 2019[1])
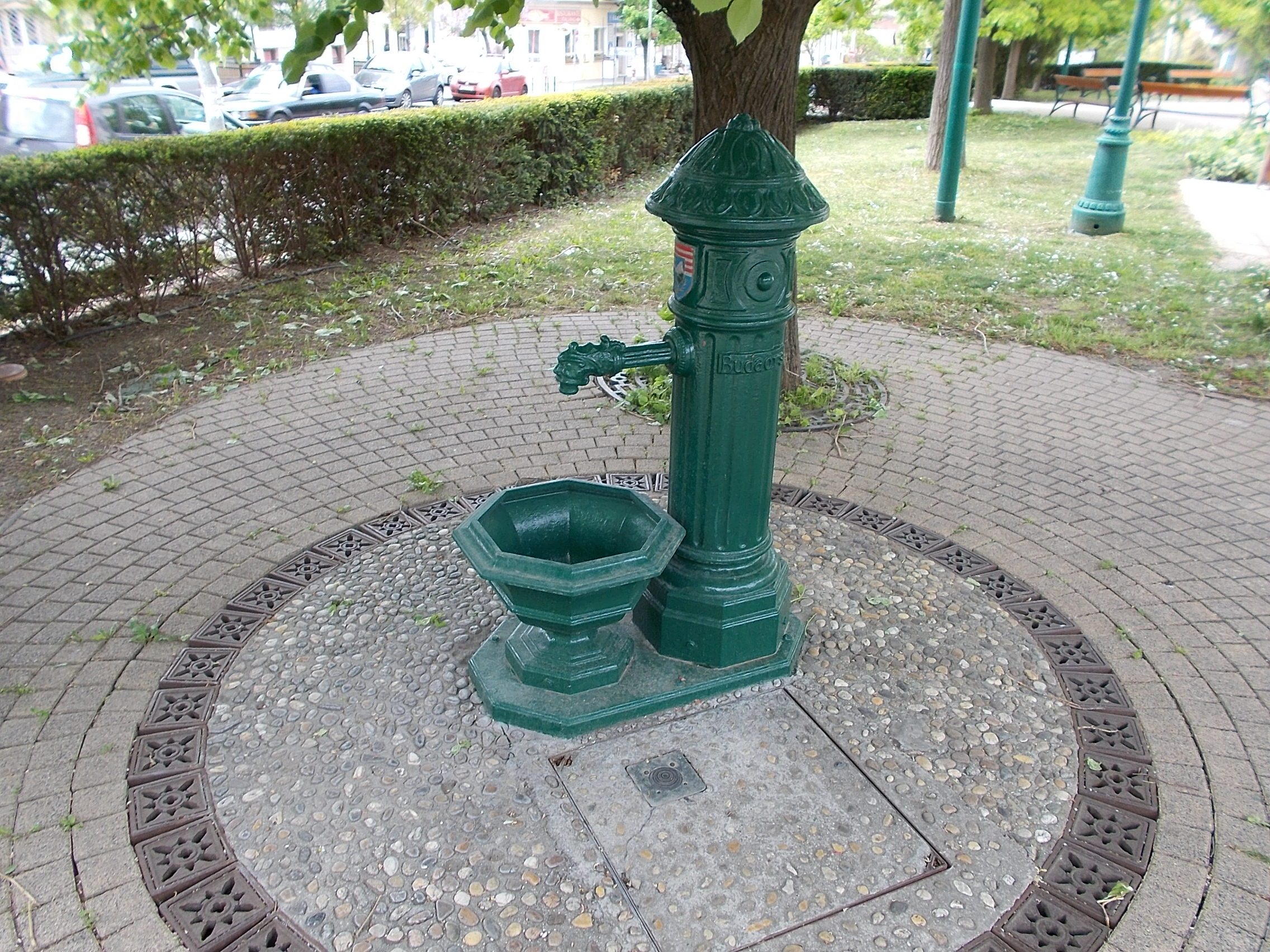
Díszes öntöttvas kút, Budaörs, 2015
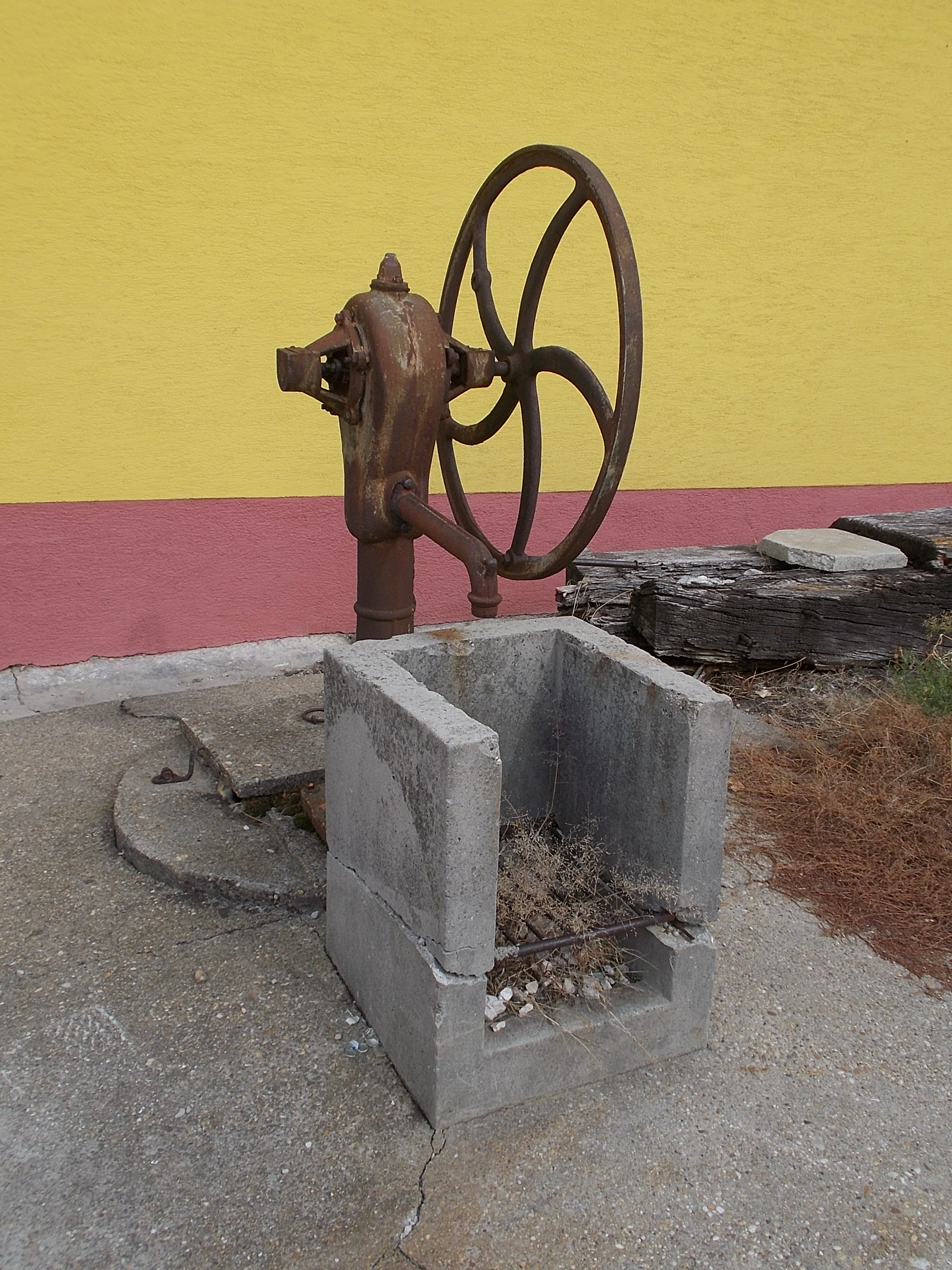
Régi kerekes közkút Mór, 2017
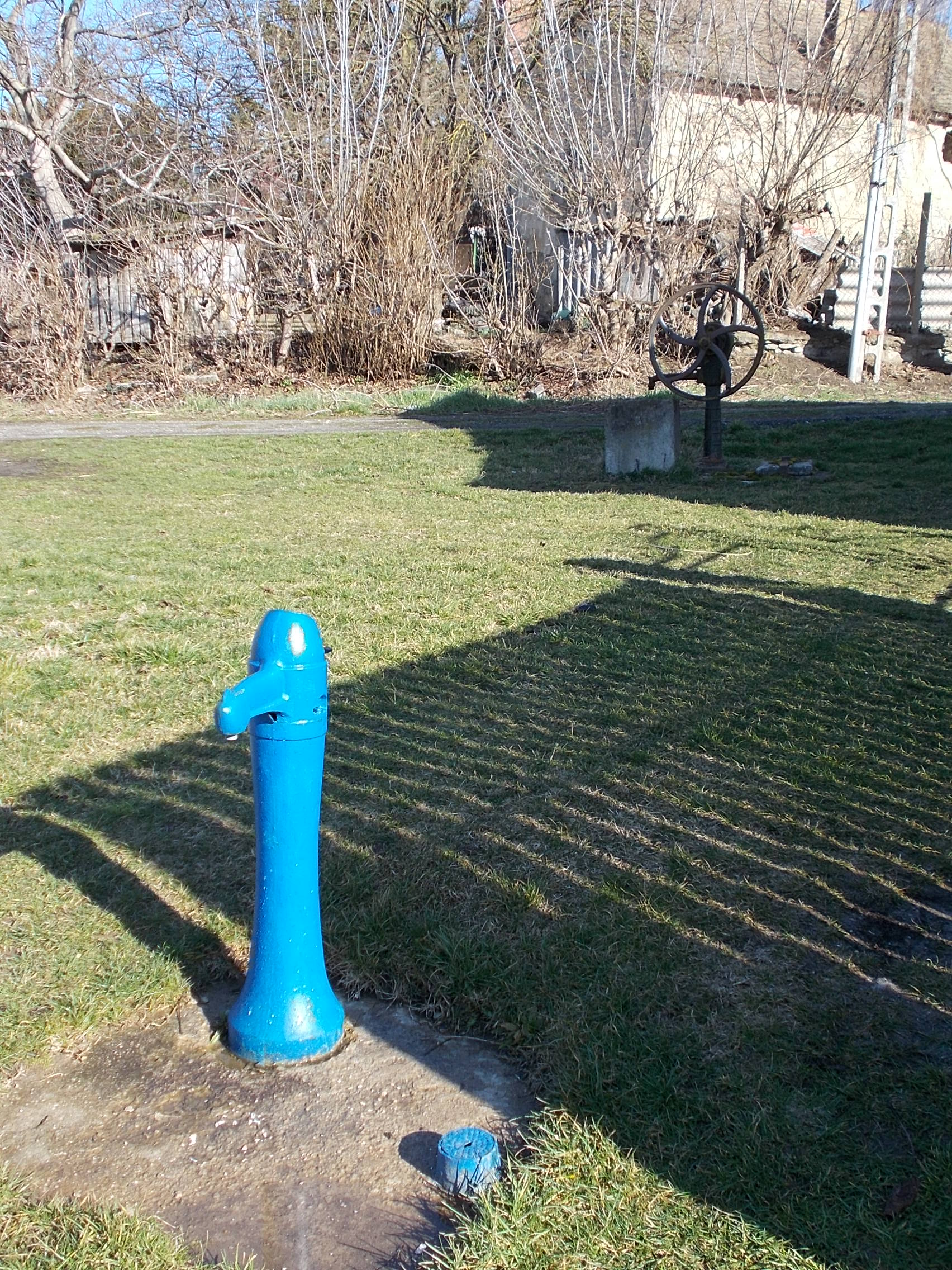
Ejektoros és kerekes kutak Szobon, 2020
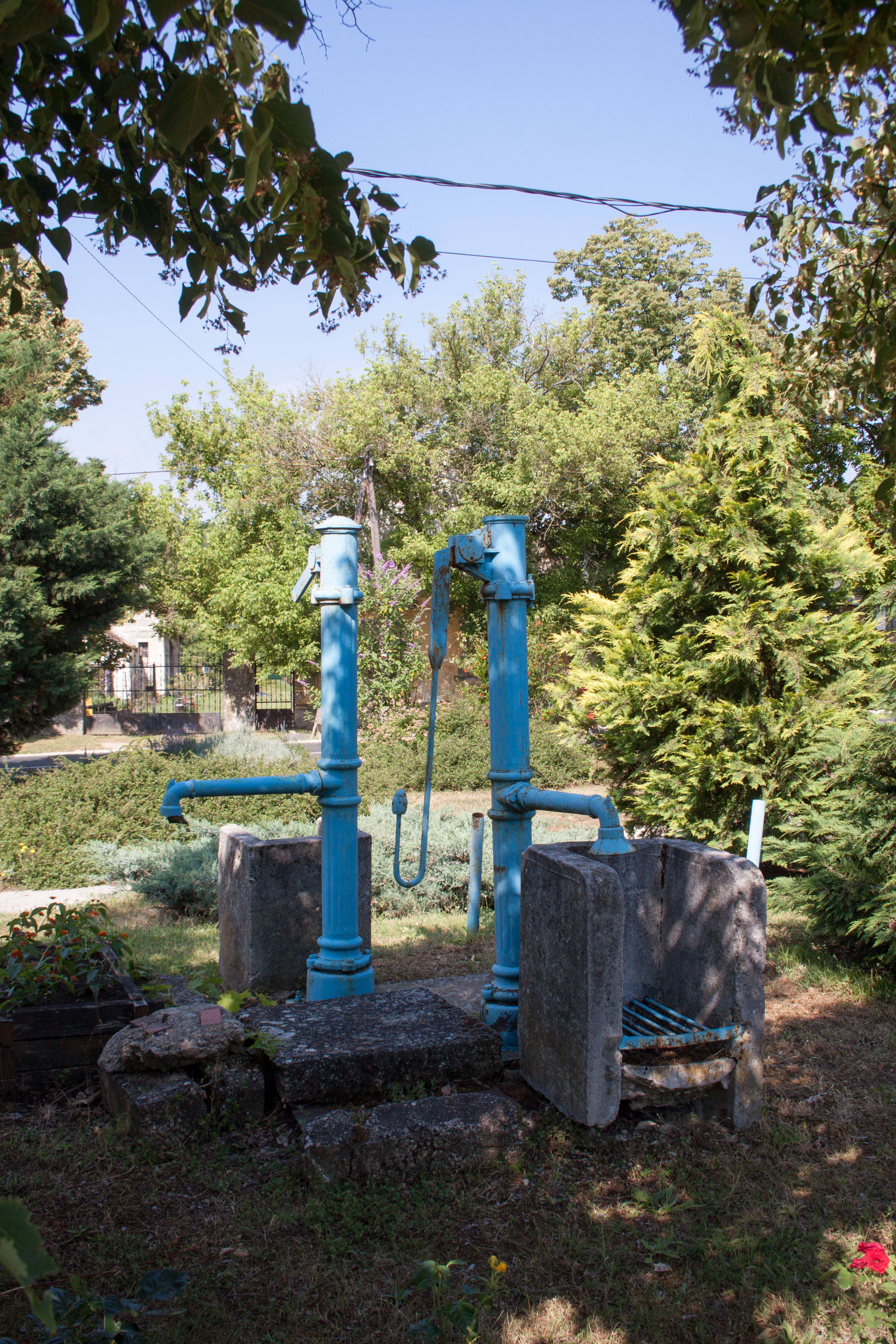
Pumpás kutak Dörgicsén, 2014
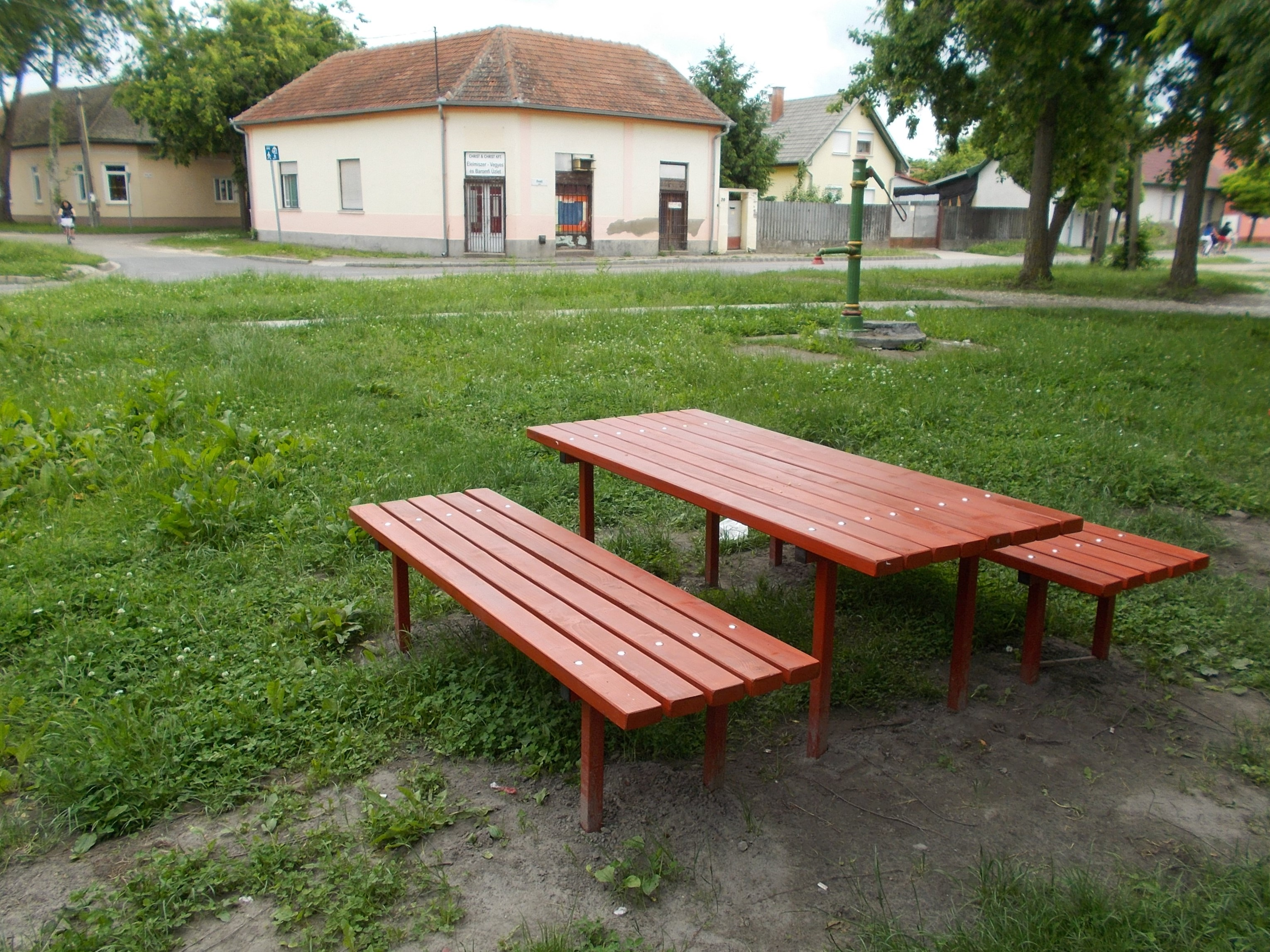
Pumpás közkút Kiskunhalason, 2019
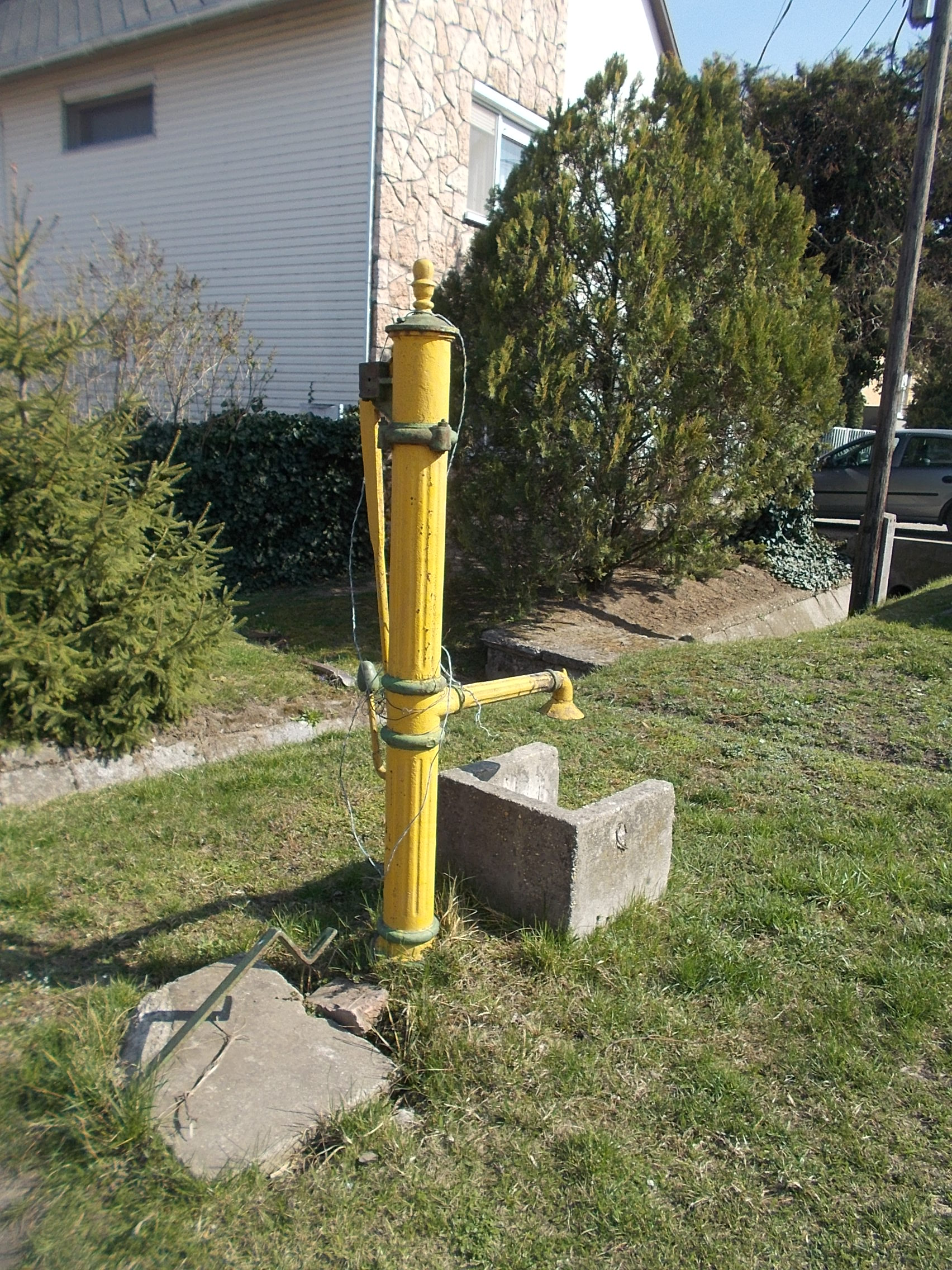
Pumpás közkút Kisbéren, 2019
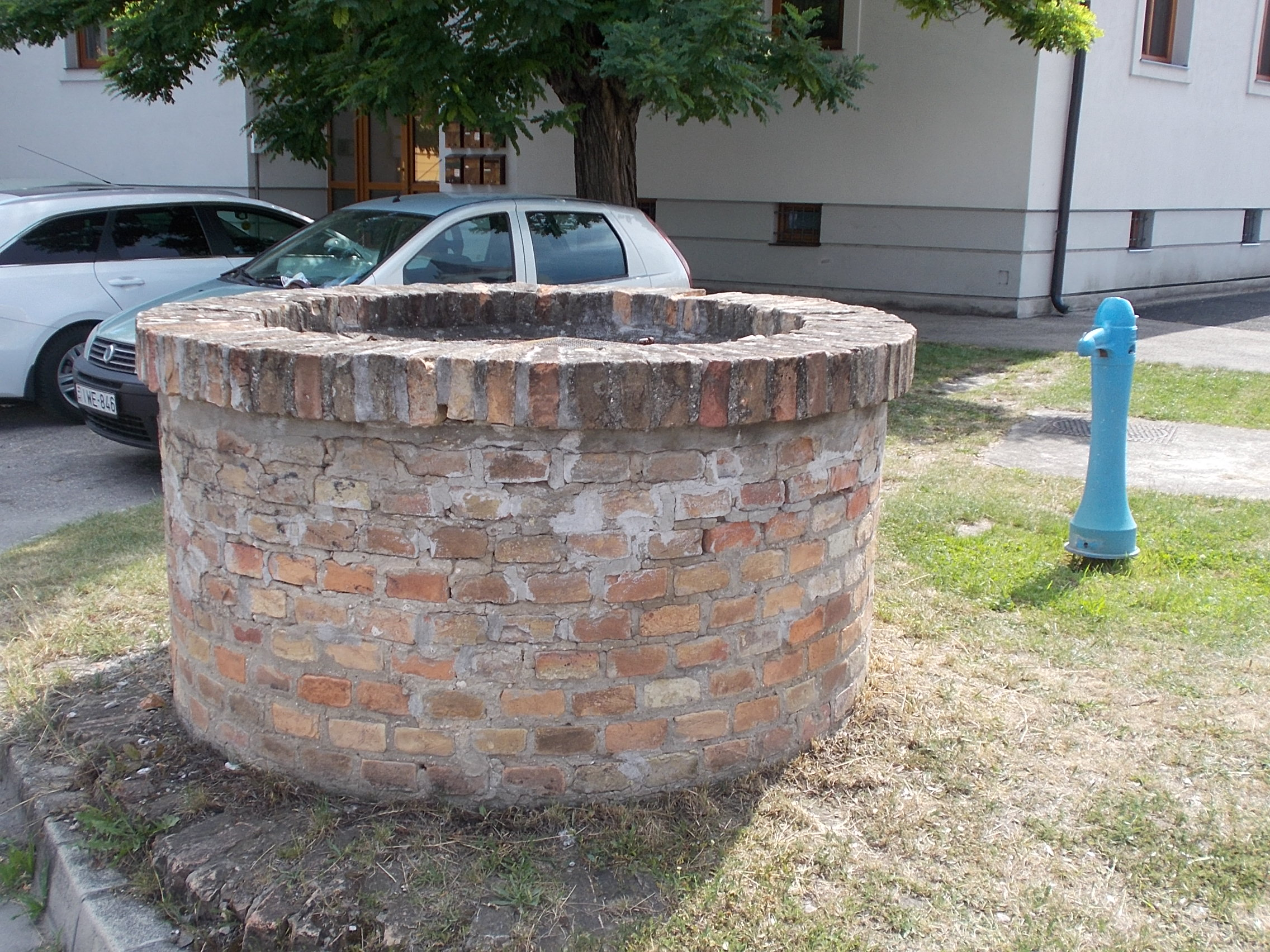
Téglafalú fúrt kút és ejektoros közkút Pápán, 2020
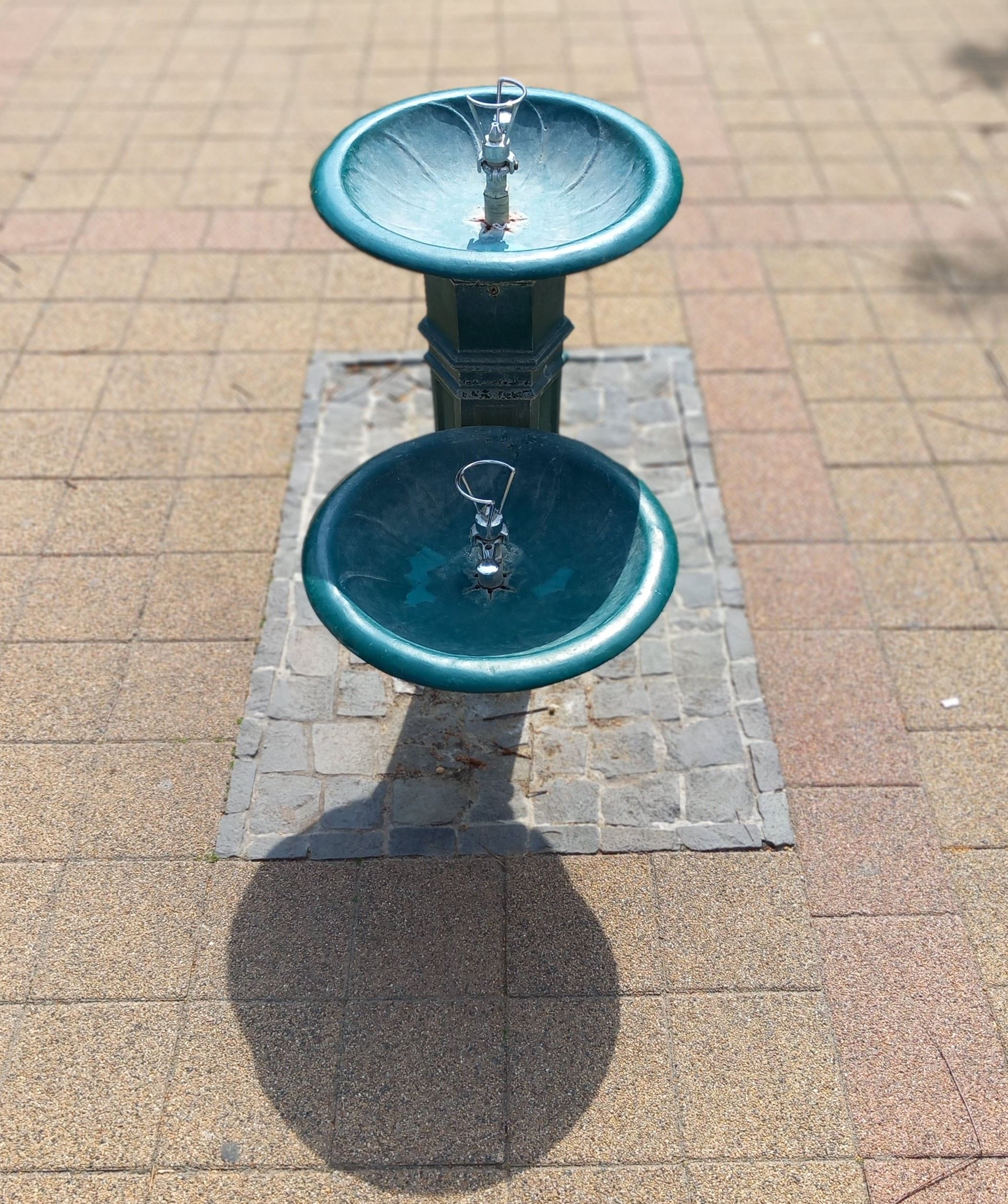
Ivókút Kazincbarcikán, 2022
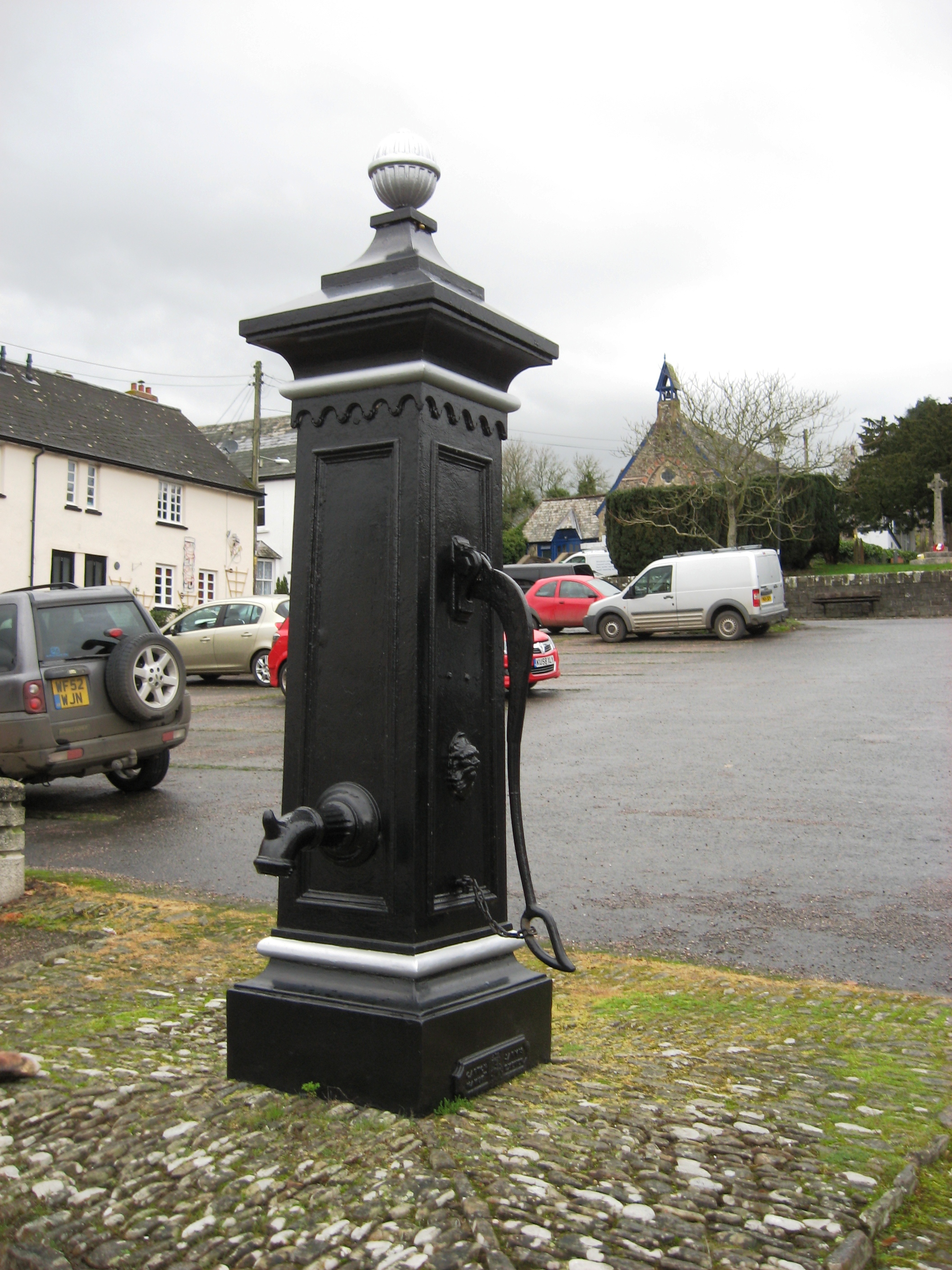
Kút Chittlehamptonban, Egyesült Királyság, 2010
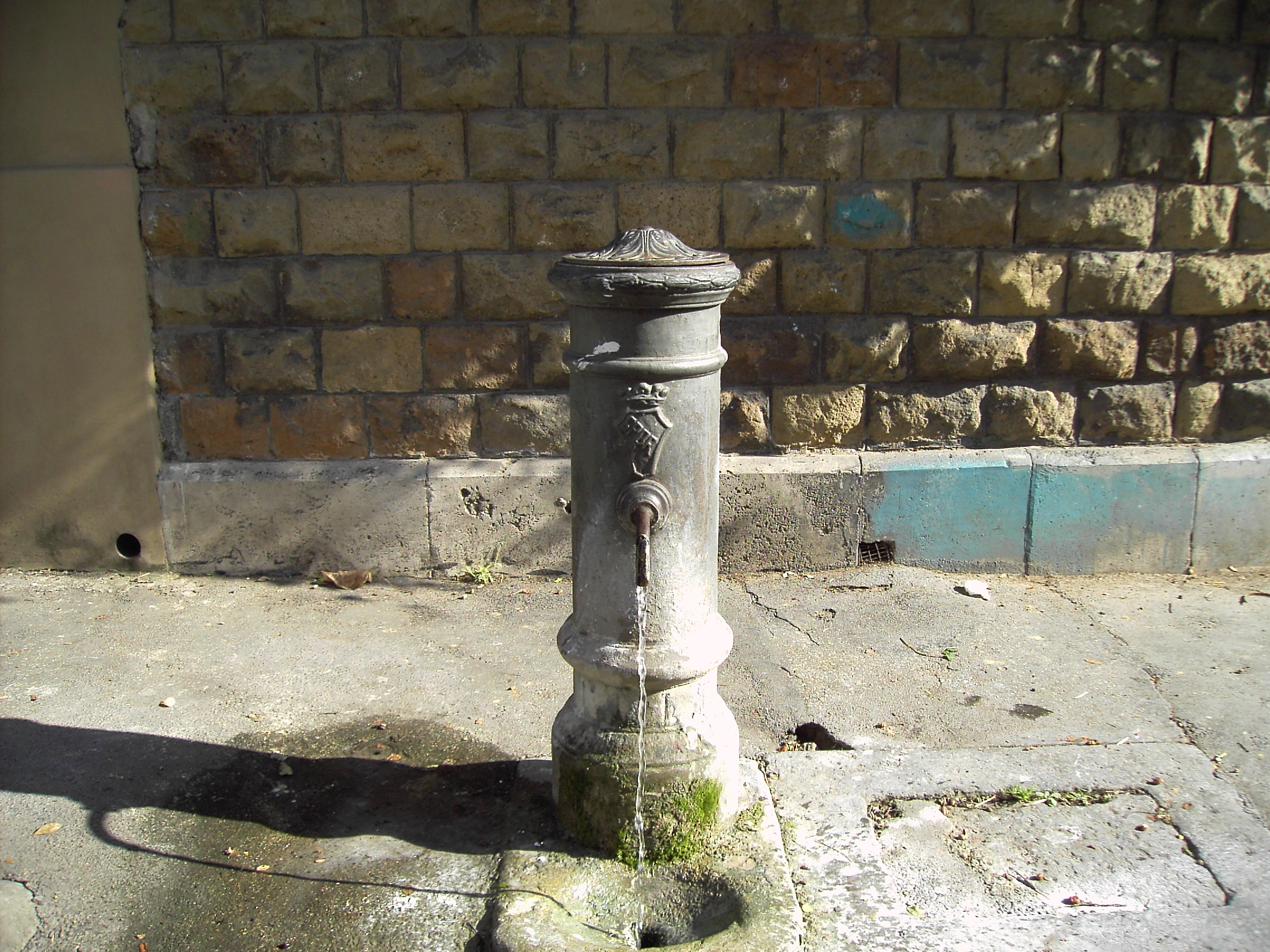
A nagy orr: tipikus római közkút, 2005